# Vatroslav Jagić

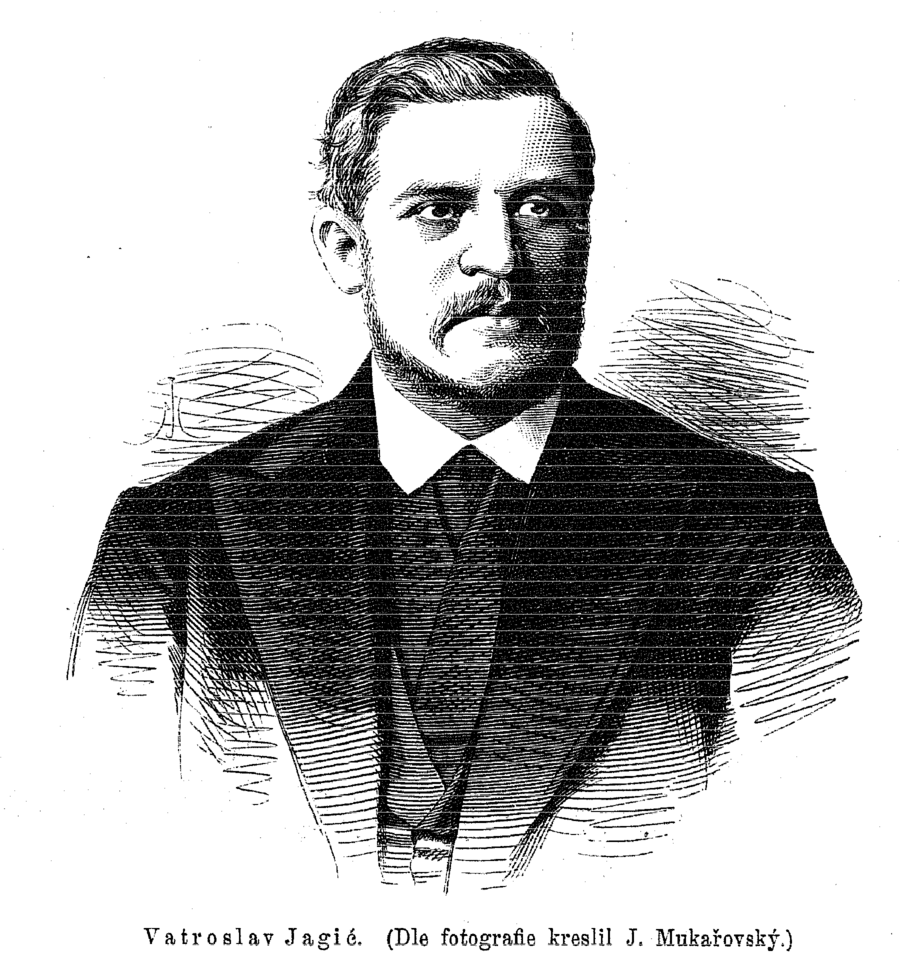
Vratoslav Jagić (1877)

Vatroslav Jagić, född 6 juli 1838 i Varaždin, död 5 augusti 1923 i Wien, var en kroatisk språkforskare, en av sin tids mest framstående slaviska filologer.
Jagić blev, efter att ha varit lärare vid gymnasiet i Zagreb och professor i jämförande språkforskning vid universitetet i Odessa, 1874 professor i slaviska språk i Berlin och 1880 anställd vid universitetet och vetenskapsakademien i Sankt Petersburg. Under åren 1886-1908 var han som Franc Miklošičs efterträdare professor vid universitetet i Wien, en befattning vilken Miklošič gjort till den ledande inom de slaviska studierna.
Från 1875 utgav Jagić (tillsammans med bland andra August Leskien) "Archiv für slavische Philologie", en tidskrift av största betydelse som centralorgan för den slaviska filologin. Han publicerade en mängd större och mindre, delvis mycket viktiga uppsatser av språkligt och litteraturhistoriskt innehåll dels i nämnda "Archiv", dels i Sydslaviska akademiens "Rad" och "Starine" (i Zagreb), dels i serbiska litteratursällskapets "Glasnik" (i Belgrad), dels i Sankt Petersburg-akademiens "Sbornik" och Wienakademiens "Denkschriften" och "Sitzungsberichte".
Av grundläggande betydelse är hans editioner (med grammatiska, paleografiska och litteraturhistoriska inledningar, delvis med specialordböcker) av äldre litteratur: "Zografosevangeliet" (1879) och "Mariaevangeliet" (1883), båda i kyrillisk omskrift efter glagolitiska manuskript och hörande till den äldsta gruppen av fornkyrkoslaviska urkunder, helgonlegender i fornrysk redaktion ("Sluzj. mineji" för september-november, 1886), fornserbiska och fornkroatiska juridiska och religiösa urkunder, såsom Vinodals, Veglias och Politsas "statut", profeterna på istrisk-kroatiska (1897) och hertig Hervojas mässbok. Viktiga är även hans studier rörande det glagolitiska alfabetets ursprung (ur grekiska minuskler, Tjetyre paleograf. statji, i "Sbornik", XXXIII) och rörande det kyrkslaviska språkets ursprung och etnografiska ställning: Vopros o Kirillĕ i Mefodiĕ (i "Sbornik". XXXVIII) och Zur Entstehungsgeschichte der kirchenslavischen Sprache (Wien 1900). I övrigt utgav han för undervisningens behov en fornkroatisk och en fornslavisk läsebok och en liten samling slaviska folkvisor.
Jagić var ledamot av österrikiska herrehuset och bar titeln kejserligt hovråd.